# 三甲基丁烷
三甲基丁烷（英語：Triptane）是一种支链烷烃，化学式(H3C-)3C-C(-CH3)2H，是庚烷的同分异构体之一，其IUPAC名称为2,2,3-三甲基丁烷（英語：2,2,3-trimethylbutane）。三甲基丁烷是庚烷的同分异构体支链最多，主链最短的，仅以丁烷（C4）作为主链，因此沸点最高，常用作航空燃油中的抗爆剂。